# Hostal la Canonja
L'Hostal la Canonja és una obra de Tremp (Pallars Jussà) protegida com a Bé Cultural d'Interès Local.

## Descripció
Edifici situat a la cantonada entre el Passeig del Vall i un carreró que dona a la zona d'aparcament. Es tracta d'una construcció de cinc altures, planta baixa i quatre pisos, tot i que el darrer és fruit d'una reforma posterior. Destaca la simetria de tota la composició així com elements arquitectònics puntuals: el balcó corregut del primer pis, l'emmarcament de les obertures del frontis principal que compten amb un guardapols motllurat que surt del perfil del mur,